# Novoandriivka, Berezivka
Novoandriivka (în ucraineană Новоандріївка) este un sat în comuna Stari Maiakî din raionul Berezivka, regiunea Odesa, Ucraina.

## Demografie
Componența lingvistică a localității Novoandriivka
     Ucraineană (90%)
     Română (7,37%)
     Rusă (2,63%)
Conform recensământului din 2001, majoritatea populației localității Novoandriivka era vorbitoare de ucraineană (90%), existând în minoritate și vorbitori de română (7,37%) și rusă (2,63%).